# Zoraida cumulata
Zoraida cumulata är en insektsart som först beskrevs av Walker 1870.  Zoraida cumulata ingår i släktet Zoraida och familjen Derbidae. Inga underarter finns listade i Catalogue of Life.